# ألفرد جاي خان
ألفرد جاي خان (بالإنجليزية: Alfred J. Kahn)‏ هو عسكري أمريكي، ولد في 8 فبراير 1919، وتوفي في 13 فبراير 2009 في هاكينساك في الولايات المتحدة.